# Кленяни
Кленяни (словац. Kleňany) — село, громада округу Вельки Кртіш, Банськобистрицький край, центральна Словаччина, регіон Гонт. Кадастрова площа громади — 7,21 км².
Населення 272 особи (станом на 31 грудня 2017 року).

## Історія
Кленяни вперше згадується в 1235 році.

## Населення
| Рік:            | 1994. | 2004.    | 2014.    | 2024.   |
| --------------- | ----- | -------- | -------- | ------- |
| Кількість осіб: | 403   | 328      | 276      | 262     |
| Різниця:        |       | -18,61 % | -15,85 % | -5,07 % |

| Рік:            | 2023. | 2024.   |
| --------------- | ----- | ------- |
| Кількість осіб: | 269   | 262     |
| Різниця:        |       | -2,60 % |